# Meliboeus stupidus
Meliboeus stupidus es una especie de escarabajo del género Meliboeus, familia Buprestidae. Fue descrita científicamente por Obenberger en 1919.